# Unterseeboot 676
L'Unterseeboot 676 ou U-676 est un sous-marin allemand (U-Boot) de type VIIC utilisé par la Kriegsmarine pendant la Seconde Guerre mondiale.
Le sous-marin est commandé le 5 juin 1941 à Hambourg (Howaldtswerke Hamburg AG), sa quille posée le 13 juin 1942, il est lancé le 6 juillet 1943 et mis en service le 4 août 1943, sous le commandement de l'Oberleutnant zur See Werner Sass.
L'U-676 n'endommage ni ne coule aucun navire au cours des deux patrouilles (80 jours en mer) qu'il effectue.
Il coule de l'explosion de mines en mer Baltique, en février 1945.

## Conception
Unterseeboot type VII, l'U-676 avait un déplacement de 769 tonnes en surface et 871 tonnes en plongée. Il avait une longueur totale de 67,10 m, un maître-bau de 6,20 m, une hauteur de 9,60 m et un tirant d'eau de 4,74 m. Le sous-marin était propulsé par deux hélices de 1,23 m, deux moteurs Diesel Germaniawerft M6V 40/46 de 6 cylindres en ligne de 1 400 ch à 470 tr/min, produisant un total de 2 060 à 2 350 kW en surface et de deux moteurs électriques Siemens-Schuckert GU 343/38-8 de 375 ch à 295 tr/min, produisant un total 550 kW, en plongée. Le sous-marin avait une vitesse en surface de 17,7 nœuds (32,8 km/h) et une vitesse de 7,6 nœuds (14,1 km/h) en plongée. Immergé, il avait un rayon d'action de 80 nautiques (150 km) à 4 nœuds (7,4 km/h , 4,6 milles par heure) et pouvait atteindre une profondeur de 230 m. En surface son rayon d'action était de 8 500 nautiques (soit 15 700 km) à 10 nœuds (19 km/h). 
L'U-676 était équipé de cinq tubes lance-torpilles de 53,3 cm (quatre montés à l'avant et un à l'arrière) qui contenait quatorze torpilles. Il était équipé d'un canon de 8,8 cm SK C/35 (220 coups) et d'un canon antiaérien de 20 mm Flak. Il pouvait transporter 26 mines TMA ou 39 mines TMB. Son équipage comprenait 4 officiers et 40 à 56 sous-mariniers.

## Historique
Il accomplit sa période d'entraînement dans la 5. Unterseebootsflottille jusqu'au 31 août 1944, puis intègre son unité de combat dans la 8. Unterseebootsflottille.
Sa première patrouille est précédée de courts trajets à Kiel, à Danzig et à Gotenhafen. Elle commence le 3 septembre 1944 au départ de Gotenhafen pour la mer Baltique.
L'U-676 effectue une escorte de convoi, comme bâtiment de défense anti-aérienne, contre les avions soviétiques dans la Baltique Orientale et dans le golfe de Finlande. En effet, l'U-676, configuré en bâtiment de protection anti-aérienne, est employé comme escorte dans la mer Baltique d'août à octobre 1944. Il revendique deux avions détruits durant cette patrouille (ll-2 et Pe-2), abattus près de l'île Ösel.
L'U-676 reprend la mer le 20 janvier 1945 au départ de Dantzig pour la mer Baltique. Après la capitulation de la Finlande début septembre 1944, la perte des ports finlandais restreint fortement les activités des U-Boote dans la Baltique. Début février 1945, seuls quatre U-Boote sont en opérations, l'U-370, l'U-475, l'U-676 et l'U-745. Le 4 février 1945, l'U-745 est déclaré perdu corps et biens sans cause connue, probablement victime le 30 janvier 1945 (ou le 31,selon les sources) du champ de mines "Vantaa 3" mouillé le 12 janvier 1945 par le mouilleur de mines finlandais Louhi dans le golfe de Finlande. Quinze jours plus tard l'U-676 coule dans le même secteur à la position 59° 30′ N, 23° 00′ E, après avoir également heurté une mine de ce même champ "Vantaa 3". 
Le mouilleur de mines Louhi en chemin de retour vers son port d'attache coule le 12 janvier par une torpille acoustique tirée par l'U-370.
Les 57 membres d'équipage du sous-marin meurent dans ce naufrage de leur bateau.
Les deux autres U-Boote retournent à Dantzig entre le 5 et le 17 mars 1945.
En 2010, après 10 années de recherches, une équipe de plongée finlandaise nommée Badewanne, revendique la découverte de deux épaves de sous-marins allemands (U-676 et U-745) dans le golfe de Finlande, au sud de Hanko. La surprise réservée par l'épave de l' U-676 réside dans le fait qu'il est équipé d'un massif spécifique (type "Turmumbau VII", rallongé vers la poupe) en forme de grande baignoire, recevant 3 à 4 pièces de défense anti-aérienne. Il pourrait figurer dans le groupe des U-flak. Les deux épaves des U-Boote reposent à une centaine de mètres de distance l'une de l'autre.

## Affectations
- 5. Unterseebootsflottille du 4 août 1943 au 31 août 1944 (Période de formation).
- 8. Unterseebootsflottille du 1er septembre 1944 au 12 février 1945 (Unité combattante).

## Commandement
- Kapitänleutnant Werner Sass du 4 août 1943 au 12 février 1945.

## Patrouilles
|       | Commandant         | Départ             | Départ     | Arrivée            | Arrivée    | Jours    | Succès |
| ----- | ------------------ | ------------------ | ---------- | ------------------ | ---------- | -------- | ------ |
|       | Oblt. Werner Sass  | 24 août 1944       | Kiel       | 25 août 1944       | Danzig     | 2 jours  |        |
|       | Oblt. Werner Sass  | 1er septembre 1944 | Danzig     | 1er septembre 1944 | Gotenhafen | 1 jours  |        |
| 1     | Oblt. Werner Sass  | 3 septembre 1944   | Gotenhafen | 25 octobre 1944    | Danzig     | 53 jours |        |
| 2     | Kptlt. Werner Sass | 20 janvier 1945    | Danzig     | 12 février 1945    | Coulé      | 24 jours |        |
| Total | Total              | Total              | Total      | Total              | Total      | 80 jours | 0 t    |

Notes : Oblt. = Oberleutnant zur See - Kptlt. = Kapitänleutnant